# Aeropuerto de Uranium City
El Aeropuerto de Uranium City (del inglés: Uranium City Airport) (IATA: YBE, OACI: CYBE) está ubicado a 4 MN (7,4 km; 4,6 mi) al este de Uranium City, Saskatchewan, Canadá. Este aeropuerto es clasificado como un aeropuerto de código 2.
Este aeropuerto fue originalmente construido por Eldorado Mining and Refining Limited en los 50 para apoyar el crecimiento de actividades mineras cerca a Uranium City. Transport Canada asumió la propiedad en los 70.
Luego de que la comunidad perdió la industria minera, Uranium City sufrió una despoblación fuerte. El gobierno provincial de Saskatchewan asumió la propiedad del aeropuerto en 1997 de Transport Canada. Esta terminal fue bajada de categoría puesto que su pista de aterrizaje fue acortada en 5.000 pies (1500 m) a su largo actual 3.930 pies (1.200 m), mientras que el grosor de la misma fue acortada de 100 pies a 50 pies.

## Aerolíneas y destinos
- Pronto Airways
  - Prince Albert / Aeropuerto de Prince Albert
  - La Ronge / Aeropuerto de La Ronge
  - Points North / Aeropuerto de Points North
  - Saksatoon / Aeropuerto Internacional de Saskatoon John G. Diefenbaker
  - Stony Rapids / Aeropuerto de Stony Rapids
- Transwest Air
  - Fond du Lac / Aeropuerto de Fond-du-lac